# جيمس إم. كول
جيمس إم. كول (بالإنجليزية: James M. Cole)‏ هو محامي أمريكي، ولد في 2 مايو 1952 في إيفانستون في الولايات المتحدة.